# Ighil (Marokko)
Ighil (Marokkaans: إيغيل) is een kleine stad en gemeente in de provincie Al Haouz in de regio Marrakesh-Safi in Marokko. Ten tijde van de volkstelling van 2004 telde de gemeente een totale bevolking van 5619 mensen, verdeeld over 858 huishoudens.

## Geschiedenis
De gemeente Ighil werd gesticht in 1992.
Op 8 september 2023 was Ighil het epicentrum van de aardbeving in Marrakesh-Safi in 2023.